# Lundey

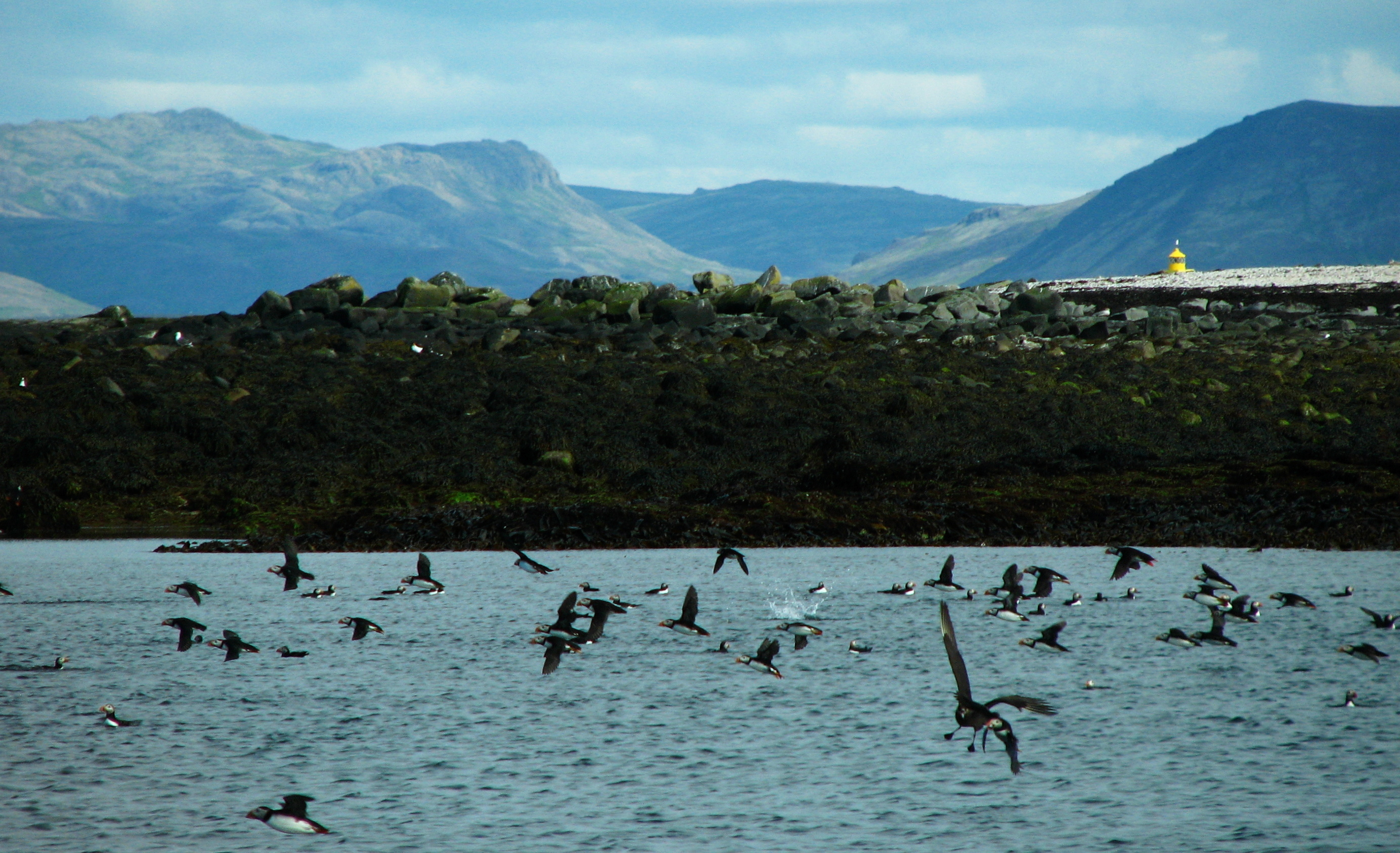
Vista de Lundey

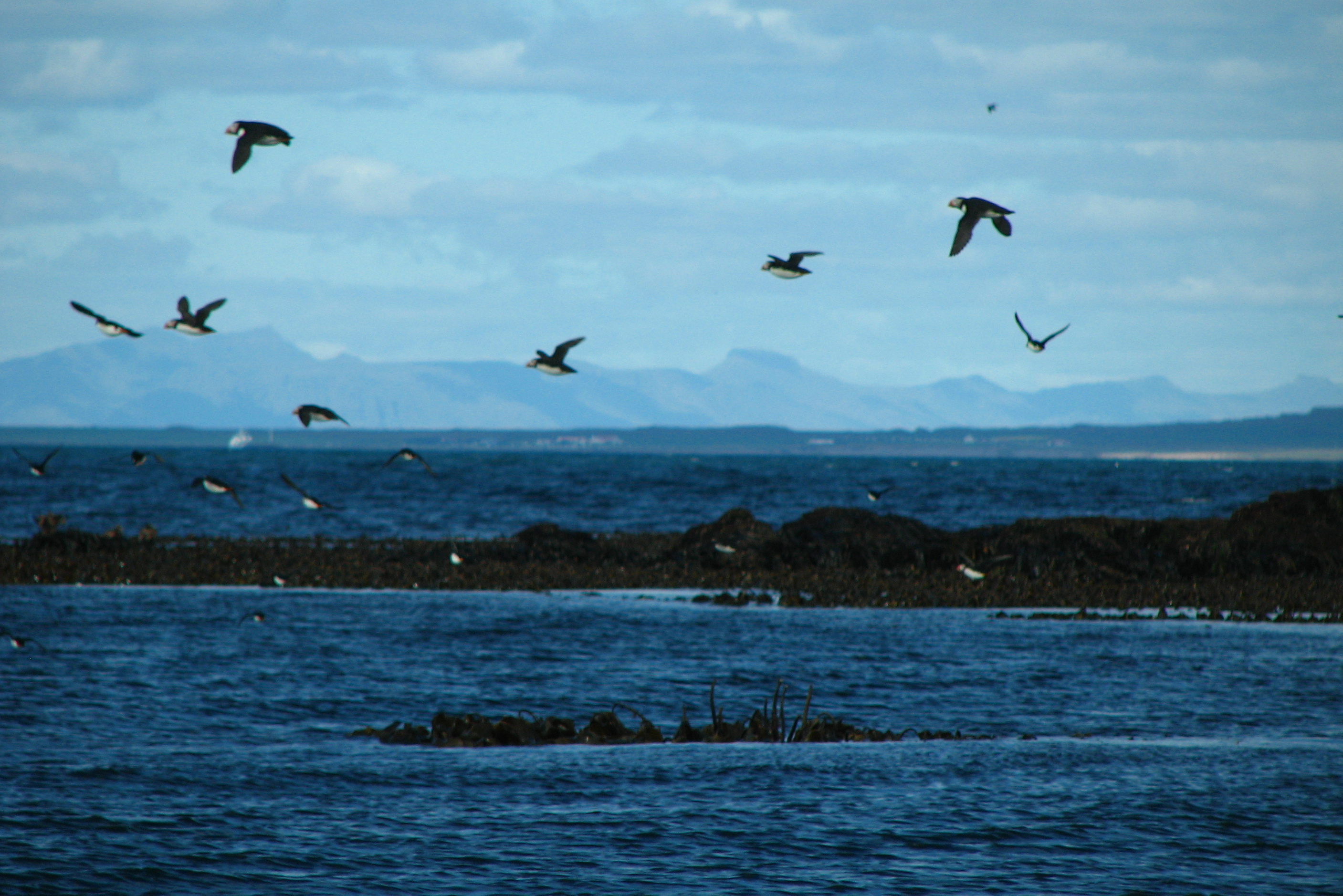
Vol de frarets a Lundey

Lundey, illa dels frarets en islandès, és una petita illa deshabitada de la costa occidental de Reykjavík (Islàndia) la qual fa 400 m de llarg i 150 d'ample. El seu punt més alt es troba a uns 14 m sobre el nivell del mar. Aquesta illa serveix com a refugi per a moltes aus marines (incloent-hi frarets, somorgollaires alablancs, fulmars i xatracs àrtics), les quals han esdevingut una important atracció turística que ha fet possible l'establiment d'una línia de vaixells que hi organitza visites des del port proper de Sundahöfn.